# 卢佩龙 (普拉塔港省)
19°54′0″N 70°57′0″W / 19.90000°N 70.95000°W
盧佩龍（西班牙語：Luperón），是多明尼加共和國的城鎮，位於該國北部，由銀港省負責管轄，面積272.07平方公里，每年平均降雨量1,248毫米，2012年人口20,259，人口密度每平方公里74人。